# Skommars
Skommars är en hälsingegård i byn Grängsbo i Ovanåkers kommun i Hälsingland. Gården blev ett byggnadsminne 2006.
Hemmanet kan spåra sin historia till mitten av 1500-talet då gården ägdes av bonden Jonas Jonsson som hade 5 kor. I samband med laga skifte 1875 bestod gården av 19 byggnader. Bostadskomplexet var uppfört som en trebyggd gård med mangårdsbyggnaden i sydöst. De övriga byggnaderna ligger utspridda över tomten. År 1902 byggdes en ny ladugård och av de ursprungliga byggnaderna revs totalt 15 byggnader för att göra plats för eller ersättas av den nya storladugården. Den ursprungliga mangårdsbyggnaden bevarades, liksom två härbren och den tidigare kornladan. Ekonomibyggnaderna sparades trots att motsvarande funktioner tillhandahölls i den nya ladugården. En sommarladugård har också blivit kvar efter att ha flyttats över vägen och var i bruk fram till 1980-talet.
Den nya ladugårdsbyggnaden är trots att sin ålder på över hundra år och bruk av nakna träväggar välbevarad. Sannolikt har bruket att flytta ut korna till sommarladugården och därigenom vädra ut det gamla trähuset bidragit till att förhindra förruttnelse. Interiörerna i både djurdelen och bostadsdelen av byggnaden är i stort sett bevarade sedan 1900-talets början trots kontinuerlig drift. Delar av bostaden har dock tapetserats om med 1940- och 1950-talstapeter.